# Freden vid Prut

Samtida tecknad plan över inneslutningen vid floden Prut i juli 1711

Prut är en 845 kilometer lång biflod till Donau, där Peter den store och ryska fältarmén blev innesluten vid den lilla staden Huși, sommaren 1711 av turkarna, på en landtunga som bildats av flodens krökningar. Peter lyckades dock förhandla sig till fritt avtåg genom den där ingångna så kallade freden vid Prut, den 22 juli 1711. Genom snabba anmarscher hade storvesiren Muhammed Baltadji pascha, trots att han saknade all militär skolning, lyckats genomföra denna inringningsmanöver.
Tsar Peter ska i detta ögonblick ha uttalat att han befann sig i samma situation som Karl XII vid Poltava. De ryska trupperna led vid tillfället stark brist på proviant och furage, samt av betydande desertering. Detta hade decimerat den ryska hären till 30 000 man som led av svält. Den turkiska styrkan uppgick till 200 000 man.
Efter några smärre sammanstötningar kom ryssar och turkar till förhandling, varvid freden blev ett faktum. Kraven på Peter den store var bland annat att han skulle återlämna Azov och bränna sina galärer i dess hamn, riva befästningarna vid Azovska sjön, samt överlämna allt därvarande artilleri till sultanen, liksom alla förråd. Dessutom tvingades han gå med på att dra tillbaka alla ryska trupper från Polen, och att lova att lämna kosacker under polskt och turkiskt beskydd ifred. Storvesiren återinförde också en gammal skamlig tribut, vilken bestod i att Ryssland måste betala fyrtiotusen sekiner per år till tatarerna.
Utöver detta tvingades tsaren att lova att inte hindra Karl XII:s hemfärd till det svenska riket, och dessutom tvingades han avlägga löfte om att sträva efter att sluta fred med denne. På de villkoren fick således tsar Peter friheten att tåga iväg med sina trupper, sitt artilleri, sina fanor och sitt bagage. Turkarna skänkte dem även generöst med livsmedel.
Den ryska hären avmarscherade samtidigt som Karl XII anlände till platsen efter sträckritt från Bender. Karl XII blev utom sig av vrede på storvesiren för dennes handlande, varpå följde en hetsig diskussion. Karl XII menade att man (Sverige och Turkiet var i formell allians) skulle ha utkrävt kapitulation, inte fred, och att tsaren skulle ha tagits till fånga och förts till Konstantinopel. Storvesiren menade dock ungefär att detta skulle ha medfört alltför mycket politisk obalans i världen, och dessutom ansåg man sig ha tillräckligt med problem i Osmanska riket genom Karl XII:s närvaro. Att dessutom få dit en kejserlig krigsfånge, med allt vad detta skulle innebära av gästfrihet och diplomatiska turer, var inget turkarna önskade.